# Бернсторф, Кристиан Гюнтер
Кристиан Гюнтер Бернсторф (3 апреля 1769 — 18 марта 1835) — датский и прусский государственный деятель и дипломат, граф. Сын Андреаса Петера Бернсторфа.
Получил образование под руководством своего отца, изучая в том числе дипломатический этикет. Начал свою карьеру в 1787 году в качестве атташе датского посольства во время открытия шведского Риксдага.
В 1789 году отправился в качестве секретаря дипломатической миссии в Берлин, где его служил послом его дядя — граф Леопольд Фридрих цу Штольберг-Штольберг. Под влиянием дяди, а также своих личных качества, развившихся вследствие стремительного продвижения по службе, вскоре стал поверенным в делах, а в 1791 году — полномочным министром.
В 1794—1797 годах — посол в Стокгольме. В мае 1797 года был отозван в Копенгаген, чтобы заменить своего отца на его посту во время его болезни. После смерти отца назначен министром по делам государства, министром иностранных дел и членом Тайного совета. Оставался ответственным за внешнюю политику Дании до мая 1810 года. Первоначально придерживался, установленной ещё отцом, политики нейтралитета. Но нападение английского флота на Копенгаген в 1801 (Копенгагенское сражение) и 1807 (Бомбардировка Копенгагена) годах, сопровождавшиеся захватом кораблей датского флота, вовлекли Данию в Наполеоновские войны на стороне Франции. В октябре 1807 года Бернсторф заключил военный союз с наполеоновской Францией, присоединив Данию к Континентальной блокаде.  
В 1811 году назначен послом в Вену. Оставался на этом посту даже когда Дания с 1813 года находилась в состоянии войны с Австрией. В январе 1814 года, когда Дания, по условиям Кильского мира с Англией и Швецией, вступила в антинаполеоновскую коалицию, публично возобновил свои функции в качестве посла. Сопровождал австрийского императора Франца в Париж и присутствовал при подписании первого Парижского мира. Вместе со своим братом Иоахимом Фридрихом представлял Данию на Венском конгрессе. Безуспешно пытался вернуть Дании Норвегию, отошедшую по условиям Кильского мира к Швеции. Будучи членом комиссии по регулированию дел Германского союза, отчасти ответственен за не разграничение датских и немецких интересов, что впоследствии привело к кризису в решении вопроса о Шлезвиг-Гольштейне. В 1815 году вновь сопровождал австрийского императора и других союзных монархов в Париж. В 1816 году отозван в Копенгаген, послом в Вене был назначен его брат Иоахим Фридрих. В 1817 году назначен послом в Берлине.
В 1818 году прусский министр-президент и министр иностранных дел Гарденберг сделал ему предложение перейти на прусскую службу. С разрешения датского короля, Бернсторф принял это предложение. В том же году сменил Гарденберга на посту министра иностранных дел Пруссии. Представлял Пруссию на Ахенском (1818 год), Троппауском (1820 год), Лайбахском (1821 год) и Веронском (1822 год) Священного союза, а также на Карлсбадской конференции Германского союза (1819 год), где подписал Карлсбадские указы.
Руководство Бернсторфом прусской внешней политикой на протяжении многих лет, которые он оставался на этом посту, имеет различные оценки. По своим образованию и темпераменту он был противником революции, а посвящён в исполнение своих новых обязанностей прусского министра был известным реакционером Ансильоном. Бернсторфа обвиняли в подчинении частных интересов Пруссии политике австрийского канцлера Меттерниха и Священного союза. С другой стороны, он сыграл значительную в создании основ Германского таможенного союза, которому суждено было стать основой прусской гегемонии в Германии. Поддержав Россию в её войне против Турции в 1828—1829 годах, он также показал, что не был слепым последователем взглядов Меттерниха. Во время европейских революций 1830—1831 годов его умеренность, перед лицом воинственных криков военной партии в Берлине, стала важным фактором преодоления кризисов в Бельгии и Польше и, возможно, предотвратила крупную войну.
С 1824 года постоянно страдал от наследственной подагры, активизировавшейся и осложнившейся вследствие переутомления. Весной 1832 года состояние здоровья вынудило его уйти в отставку. Министром иностранных дел стал Ансильон, который уже в течение года был его заместителем.

### Награды
- Орден Слона (Дания, 1808)
- Орден Данеброг, большой крест (Дания, 1808)
- Орден Данеброг, кавалер (Дания, 1801)
- Орден Чёрного орла (Пруссия)
- Королевский венгерский орден Святого Стефана, большой крест (Австрия)
- Королевский Гвельфский орден, большой крест (Королевство Ганновер)
- Орден Золотого руна (Испания, 1824)
- Орден Нидерландского льва, большой крест (Нидерланды)
- Орден Святого Фердинанда и Заслуг, большой крест (Королевство Обеих Сицилий)
- Орден Святой Анны 1-й степени (Россия, 8 ноября 1818)[1]
- Орден Святого Александра Невского (Россия, 8 ноября 1818)
- Орден Святого апостола Андрея Первозванного (Россия, 28 ноября 1818)[2]
- Орден Белого орла (Россия (Царство Польское), 1825)
- Орден Белого сокола, большой крест (Великое герцогство Саксен-Веймар-Эйзенах)
- Высший орден Святого Благовещения (Сардинское королевство, 1822)
- Орден Почётного легиона, большой крест (Франция, 1819)